# Bérenger de Miramon Fitz-James
Pour les articles homonymes, voir Fitz-James (homonymie).
Bérenger de Miramon Fitz-James (comte Bérenger Axel René de Cassaigne de Beaufort de Miramon), né le 7 mars 1875 à Échenoz-la-Méline, à côté de Vesoul dans la Haute-Saône, décédé le 28 janvier 1952 à Neuilly-sur-Seine près de Paris, est un amateur d’orgue, musicographe et mécène français.

## Biographie
À sa naissance, son père appartenait à la garnison de Vesoul comme capitaine. 
Il fait ses études au Collège Stanislas, à Paris, puis au Collège Saint-Joseph, à Avignon. 
Après être passé par l’École militaire de Saint-Maixent, il est en garnison à Aix-en-Provence et à Compiègne. Il quitte la carrière militaire peu après.
En 1907, il épouse Jacqueline Normand (1884-1968), fille du poète et écrivain Jacques Normand. Parti au front en 1914, comme lieutenant, il devient chef de bataillon à la fin de la guerre et est fait chevalier de la Légion d’honneur.
Le 25 mai 1927 il est adopté par son oncle  Jacques de Fitz-James, 9e duc de Fitz-James.
Cofondateur des Amis de l’orgue avec Norbert Dufourcq en 1926, il se fait construire un orgue de salon par le facteur Victor Gonzalez.
Dans les années 1930, il organise des événements de promotion de l'orgue, notamment à Lyon avec l'aide de Maurice Duruflé, Jean Bouvard, Marcel Péhu et Adrien Rougier. Il est membre de l’Académie de Marseille (section des Beaux-Arts) dont il devint directeur en 1943.

## Ouvrages
- Paganini à Marseille
- Étude sur Franz Liszt et la Divine Comédie
- Études sur Emmanuel Chabrier
- Pièce de théâtre : « Au pays de la chanson » avec musique de Marcel Tournier.

## Sources et références
- Symétrie Hommage à Bérenger de Miramon Fitz-James in L’Orgue no 63 (1952)
- Béranger de Miramon Fitz-James (1875 - 1952) Hommage.
- Généalogie